# Concerts en URSS
Concerts en URSS (с фр. — «Концерты в СССР») — первый «живой» альбом Дидье Маруани и ансамбля Paris-France-Transit с концертов, которые проходили в 1983 году в СССР — в Москве, Ленинграде и Киеве.

## Об альбоме
Диск включает в себя как треки с альбома 1982 года, так и более ранние записи Space. Альбом вышел на «виниле», аудио- и видеокассетах. Впоследствии диск был переиздан.
За 2 года до приезда в СССР с группой музыканты Доминик Перрье и Роже Риззители побывали в социалистическом лагере, а в 1981 году они вместе с Жаном-Мишелем Жарром приезжали в Китай с серией из 5 концертов.
В 1980 году 1-й заместитель министра культуры СССР Юрий Барабаш, находясь во Франции, встретился с композитором Дидье Маруани и предложил ему провести серию концертов в СССР, и летом 1983 года Дидье Маруани вместе со своей группой дали серию из 21 концерта. Представления посетили около 600.000 зрителей. После концертов Маруани окрестили «маленьким принцем синтезатора».
После гастролей на фирме «Мелодия», в том же 1983 году, вышла пластинка «Волшебный полёт».

### «Дело Маруани»
В архивах ЦК КПСС были обнаружены документы, на основании которых был отмечен ряд негативных моментов гастролей Дидье Маруани. Это касалось прежде всего репертуара, который согласовывался не много ни мало с КГБ и Министерством культуры СССР. В частности, в обход утверждённой программы Маруани включил в концерт подборку рок-н-ролльных стандартов. Также это касалось поведения зрителей и милиции, которая то и дело мешала зрителям восторгаться любимой группой. Во время исполнения номера Child должен был быть продемонстрирован фильм, показывающий «конфликт поколений», но в конечном счёте он показан не был, но в видеовариант был включён. Итогом этого «дела» стало указание КГБ на более тщательную подготовку концертов западных звёзд.
В 1997 году генерал КГБ Калугин О.Д. дал интервью газете «Figaro», в котором утверждал, что КГБ прорабатывал возможность вербовки гитариста и ударника группы Маруани. Также Калугин сообщил, что планировалось поставить прослушивающие устройства большой мощности в синтезаторы Маруани, но по неизвестным причинам это не было реализовано.

## Список композиций на виниле, аудиокассете и CD
Все треки написаны Дидье Маруани, кроме 'Paintings', написанного Дени Коттаром
1. Music From The Stars (3:55);
2. Paris France (5:20);
3. Running In The City (4:14);
4. Child (5:33);
5. Magic Fly (3:59);
6. Souvenir From Rio (3:24);
7. Ballad For Space Lovers (2:16);
8. Prison (5:45);
9. Paintings (5:39); (отсутствует на аудиокассете и CD)
10. Symphony (5:34);
11. A Crime In Your Town (5:23);
12. Let Me Know The Wonder (5:42);
13. Just Blue (3:38);
14. Voices Of Jupiter (4:02); (отсутствует на аудиокассете и CD)
15. Beyond Your Mind (5:13);
16. Deliverance (5:47);
17. The Very Last Song (5:59);

Аудиокассета, выпущенная фирмой Polygram:
01. Music From The Stars (3:55);
02. Paris France  (5:20);
03. Running In The City (4:14);
04. Child (5:33);
05. Magic Fly (3:59);
06. Souvenir From Rio (3:24);
07. Ballad For Space Lovers (2:16);
08. Prison (5:45);
09. The Very Last Song (3:59);
10. Symphony (5:34);
11. A Crime In Your Town (5:23);
12. Let Me Know The Wonder (5:42);
13. Just Blue(3:38);
14. Beyond Your Mind (5:13);
15. Deliverence (5:13);

## Видеоверсия
Выходит также и видеоверсия концерта в «Олимпийском». Однако в видеоверсии порядок следования треков иной, кроме того в видеоварианте звучат композиции, не попавшие на пластинку. В 2003 году концерт переиздан на DVD.
Список треков на видеокассете
1. Music from the stars;
2. Paris-France;
3. Ballad for space lovers;
4. Souvenir from Rio;
5. Prison;
6. Paintings;
7. Child;
8. Symphony;
9. Just blue;
10. A crime in your town;
11. Let me know the wonder;
12. Voices of Jupiter;
13. Beyond your mind;
14. Deliverance;
15. Magic fly;
16. Rock-n-roll medley;
17. Music from the stars.

## Музыканты, принимавшие участие в концерте
- Дидье «Экама» Маруани — фортепиано, синтезаторы;
- Доминик Перрье — синтезаторы;
- Поль-Жан Боровски — синтезаторы;
- Дени Коттар — синтезаторы, фортепиано;
- Ян Бенуа — лид-гитара, бас-гитара;
- Ян Лозет — ритм-гитара, бас-гитара, вокал;
- Роже Риззители — ударные.